# Adam West
Adam West (született William West Anderson) (Walla Walla, Washington, 1928. szeptember 19. – Los Angeles, Kalifornia, 2017. június 9.) amerikai színész.

## Filmjei

### Mozifilmek
- Geronimo (1962)
- Mara of the Wilderness (1965)
- Batman: The Movie (1966)
- The Girl Who Knew Too Much (1969)
- The Marriage of a Young Stockbroker (1969)
- Partizánok (Partizani) (1974)
- Hooper, a kaszkadőr (Hooper) (1978)
- Az ifjú Lady Chatterley 2. (Young Lady Chatterley II) (1985)
- Omega zsaru (Omega Cop) (1990)
- A legeslegújabb kor (The New Age) (1994)
- Kaliforniai álom (The Size of Watermelons) (1996)
- Halálos utazás (Joyride) (1997)
- Szépségtépő verseny (Drop Dead Gorgeous) (1999)
- Csodacsibe (Chicken Little) (2005, hang)
- A Robinson család titka (Meet the Robinsons) (2007, hang)
- Szeleburdi szuperhősök (Super Capers: The Origins of Ed and the Missing Bullion) (2009)
- Batman: Return of the Caped Crusaders (2016)

### Tv-filmek
- Mindent a szerelemért (For the Love of It) (1980)
- Minden nő csak azt akarja (I Take These Men) (1983)
- Szörnyek szigete (Monster Island) (2004)

### Tv-sorozatok
- 77 Sunset Strip (1958–1959, három epizódban)
- Maverick (1959, három epizódban)
- Bonanza (1961, egy epizódban)
- The Detectives (1961–1962, 30 epizódban)
- Perry Mason (1961–1962, két epizódban)
- Batman (1966–1968, 120 epizódban)
- Mannix (1972, egy epizódban)
- The New Adventures of Batman (1977, 16 epizódban)
- Szerelemhajó (The Love Boat) (1983, egy epizódban)
- The Super Powers Team: Galactic Guardians (1985, nyolc epizódban)
- The Last Precinct (1986, nyolc epizódban)
- Gyilkos sorok (Murder, She Wrote) (1987, egy epizódban)
- A villám (The Flash) (1990, egy epizódban)
- Fecsegő tipegők (Rugrats) (1992, egy epizódban, hang)
- Mesék a kriptából V. (Tales from the Crypt V.) (1993, egy epizódban)
- Pete és kis Pete (The Adventures of Pete & Pete) (1995, két epizódban)
- Lois és Clark: Superman legújabb kalandjai (Lois & Clark: The New Adventures of Superman) (1995, egy epizódban)
- Libabőr (Goosebumps) (1996, két epizódban)
- Animánia (Animaniacs) (1997, egy epizódban, hang)
- Halálbiztos diagnózis (Diagnosis Murder) (1998, egy epizódban)
- A kémkutyák titkos aktái (The Secret Files of the Spy Dogs) (1998–1999, 22 epizódban, hang)
- Family Guy (2000–2018, 118 epizódban, hang)
- Fekete skorpió (Black Scorpion) (2001, öt epizódban)
- A Simpson család (The Simpsons) (2002, egy epizódban, hang)
- Kim Possible (Kim Possible) (2003, egy epizódban, hang)
- Tündéri keresztszülők (The Fairly OddParents) (2003–2008, hat epizódban, hang)
- Férjek gyöngye (The King of Queens) (2005, egy epizódban)
- A kertvárosi gettó (The Boondocks) (2005, egy epizódban, hang)
- Batman (The Batman) (2004–2006, hét epizódban, hang)
- A stúdió (30 Rock) (2009, egy epizódban)
- SpongyaBob Kockanadrág (SpongeBob SquarePants) (2010, egy epizódban, hang)
- Batman: A bátor és a vakmerő (Batman: The Brave and the Bold) (2010, két epizódban, hang)
- Halálosan komolytalan (Funny or Die Presents...) (2011, három epizódban)
- Jake és Sohaország kalózai (Jake and the Never Land Pirates) (2011–2012, három epizódban, hang)
- Penn Zero, a félállású hős (Penn Zero: Part-Time Hero) (2015, három epizódban, hang)
- Holdfényváros (Moonbeam City) (2015, egy epizódban, hang)
- Agymenők (The Big Bang Theory) (2016, egy epizódban)